# سونيت 32
السونيت 32 هي واحدة من السونيتات الـ 154 التي كتبها اللكاتب المسرحي والشاعر الإنجليزي وليم شكسبير. وهي جزء من سلسلة الفتى الجميل، التي يعبر فيها الشاعر عن حبه لشاب. يتخيل الكاتب مستقبلاً قد يتفوق فيه هذا الشاب عليه في العمر. يتخذ الكاتب نبرة حزينة، ويطلب من الشاب أن يتذكره ليس بسبب قوة السونيتات، بل لأن الحب الذي أظهره تجاه هذا الشاب يفوق أي حب قد يظهره شاعر آخر.

## المتكلم والموضوع
عادة ما تُصنف السونيتات شكسبير بناءً على المتكلم والموضوع. يُعتبر سونيت 32 عادةً «سونيت للشاب الوسيم». تصنيف السونيت كـ سونيت للشاب الوسيم مهم، لأنه يحدد كل من المتكلم والموضوع في السونيت: المتكلم هو رجل يعبر عن عاطفته تجاه الشاب، الذي هو شاب وسيم.
ومع ذلك، فإن هوية المتكلم هي موضوع نقاش كبير. يعتقد البعض أن المتكلم ليس سوى شخصية أنشأها شكسبير كوسيلة للتعبير الفني. لكن المتكلم غالبًا ما يُعتبر شكسبير نفسه، مما يضفي على محتوى السونيت طابعًا شخصيًا أكثر. يرى البعض أن صوت المتكلم مجرد «شخصية مُنشأة» من قبل المؤلف «لخلق... اهتمام القارئ، وتعاطفه، ومشاركته التي تستحق الانتباه الأكبر». لذا، فإن المتكلم ليس انعكاسًا للمؤلف، بل أداة مؤلف لإثارة اهتمام القارئ.
في المقابل، يعتقد بعض النقاد أن السونيتات شكسبير هي «سير ذاتية» وأن الشخصين في السونيت هما شكسبير وموضوعه الذكوري غير المحدد، الذي قد يكون موضع شغف أو حب.
وفي النهاية، يوجد خلاف نقدي حول ما إذا كان شخصية المتكلم في سونيتات شكسبير غامضة، أو إذا كان شكسبير نفسه، أو شخصية مُنشأة.

## المحتوى
تعتمد سونيت 32 بشكل كبير على العلاقة بين الموضوع والمتكلم في السونيت. يتأمل المتكلم في «فناءه الشخصي» عندما يقارنه بالشاب الذي يحبه، سواء كان هذا الحب رومانسيًا أم صداقة، فالأمر غير واضح. يشير المتكلم إلى نفسه كـ«العاشق المتوفى» وهو أمر مهم لأنه يبرز الفارق العمري بين الرجلين، وهو موضوع دائم الحضور في سونيت 32 وبقية السونيتات الشاب الوسيم. بعد قبوله لموته النهائي، يتبنى المتكلم نبرة «تقديرية لذاته»  حيث يصف شعره بـ«هذه السطور التعسة» (4) ويتوسل إلى الشاب أن يتذكره بعد موته. إن التأكيد على فشله في الشعر أمر بالغ الأهمية لأنه يحدد سياق السونيت المتبقي وطلب المتكلم من الشاب أن يتذكره «أقرأ أشعاره لأنني أحبه» (14).
ومع ذلك، فإن طبيعة هذا الحب محل خلاف. بينما يعتقد بعض النقاد أن الحب الذي يشير إليه المتكلم هو «حب رومانسي»، فإن آخرين مقتنعون بأن «الحب» (14) المشار إليه هو «حب أفلاطوني». بغض النظر عن نوع الحب الذي يُصوّر في السونيت، سواء كان رومانسيًا أم أفلاطونيًا، ينبغي اعتبار إعلان الحب أمرًا ذا أهمية لأنه يميز نبرة المتكلم ومحتوى السونيت. ومع ذلك، يجب على الجمهور «أن يأخذ الأمور بحذر»  فيما يتعلق بالتنصل المتواضع الزائف والمزاعم بالقصور التي يقدمها المتكلم؛ لأن هذه مجرد وسيلة يستخدمها المتكلم للتأكيد على عاطفته تجاه الموضوع.
وبالتالي، يعتمد محتوى سونيت 32 على منظور المتكلم والحب الذي يشعر به تجاه الموضوع.

## البنية
سونيت 32 مكتوبة في شكل السونيت الإنجليزية (الشكل الشكسبيري). تتكون من 14 سطرًا: 3 أرباع تليها قافية. الخط الشعري هو «بنتاميتر إيايمي» مع نظام القافية ABAB CDCD EFEF GG. يلاحظ الناقد الأدبي جورج تي. رايت كيف أن «بنتاميتر إيايمي»، «على الرغم من تنسيقه العالي، فإنه بطبيعته غير متماثل – مثل الكلام البشري». لذا، فإن تنظيم السونيت موجود بحيث يمكن العثور على المعنى من خلال تنوعه.

الأسطر الأولى تتناقض مقياسيًا:
```
 ×    /   ×  /    ×  /    ×  /  ×   / 

If thou survive my well-contented day,

 ×    ×    /    /     ×  /     ×    /     ×    /(×) 

When that churl Death my bones with dust shall cover (32.1-2) 
```

/ = ictus ، وهي نقطة مقياسية قوية. × = nonictus. (×) = مقطع غير مقياسي.
الغرض من القافية الشكسبيرية هو تحليل وتلخيص تجربة المؤلف، بالإضافة إلى وصفها وتجسيدها. فيما يتعلق بعلاقة الربع بالقافية، «يجب التمييز بين المتكلم الخيالي (حتى وإن كان يمثل نفسه كشاعر) وبين شكسبير المؤلف». وهذا مهم بشكل خاص في سونيت 32 لأن المؤلف الخيالي يتأمل في قدرته على كتابة الشعر.
يمكن تفسير بنية سونيت 32 في ضوء علاقتها بالزمن. «التطابق الدقيق بين الأحداث كما يتصورها الشاعر (موته، ازدياد التعقيدات الشعرية في العصر وبالتالي ذوق المحبوب) وأفكار المحبوب كما يتخيلها عندما يعيد قراءة أبيات الشاعر يجعل منطقًا اختياره للهيكل ذي التراكب (الذي فيه الأسطر 9-14 [أفكار المحبوب] تكرر الأسطر 3-8 [رغبة المتكلم])».

## الملاحظات
1. ↑  Pooler، C[harles] Knox، المحرر (1918). The Works of Shakespeare: Sonnets. The Arden Shakespeare [1st series]. London: Methuen & Company. OCLC:4770201. مؤرشف من الأصل في 2020-04-13.
2. ↑  Keilen, Sean. "The Tradition of Shakespeare's Sonnets." Shakespeare 5.3 (2009): 235-52.
3. ↑  Bloom, Harold. Shakespeare's Sonnets and Poems. Broomall, PA: Chelsea House, 1999.
4. ↑  Kambaskoviñ-Sawyers, Danijela. "Three Themes in One, Which Wondrows Scope Affords; Ambiguous Speaker and Storytelling in Shakespeare's Sonnets." Humanities International Complete 49.3 (2007): 285-305.
5. ↑  (Kambaskoviñ-Sawyers 286)
6. ↑  (Kambaskoviñ-Sawyers 287)
7. ↑  (Keilen 235)
8. ↑  Bloom 43
9. ↑  Keilen 237
10. ↑  Shakespeare, William, Stephen Greenblatt, Walter Cohen, Jean E. Howard, Katharine Eisaman Maus, and Andrew Gurr. The Norton Shakespeare, Based on the Oxford Edition: Volume 1: Early Plays and Poems. New York: W.W. Norton, 2008.
11. ↑  Keilen 238
12. ↑  (Kambaskoviñ-Sawyers 288)
13. ↑  Parker, David. "Verbal Moods in Shakespeare's Sonnets." Modern Language Quarterly 30.3 (n.d.): 331-39. Academic Search Complete.
14. ↑  Parker 334
15. ↑  Wright، George T. (1988). Shakespeare's Metrical Art. Berkeley, CA: University of California Press. ص. 5. ISBN:0-520-07642-7.
16. ↑  Vendler, Helen. The Art of Shakespeare's Sonnets. Cambridge, Massachusetts: Belknap Press of Harvard University Press, 1997. 34. Print.
17. ↑  Vendler, Helen. The Art of Shakespeare's Sonnets. Cambridge, Massachusetts: Belknap Press of Harvard University Press, 1997. 173. Print.

## روابط خارجية
- إعادة صياغة وتحليل (شكسبير أونلاين)
- تحليل